# Hřebeč
Hřebeč är en ort i Tjeckien.   Den ligger i regionen Mellersta Böhmen, i den centrala delen av landet, 19 km väster om huvudstaden Prag. Hřebeč ligger 352 meter över havet och antalet invånare är 1 364.
Terrängen runt Hřebeč är platt. Runt Hřebeč är det mycket tätbefolkat, med 1 463 invånare per kvadratkilometer. Närmaste större samhälle är Prag, 19,0 km öster om Hřebeč. Trakten runt Hřebeč består till största delen av jordbruksmark.